# Iers mos
Iers mos (Chondrus crispus) is een roodwier uit de klasse Florideophyceae. Het is een algensoort die overvloedig groeit langs de rotsachtige delen van de Atlantische kust van Europa en Noord-Amerika.

## Kenmerken
Chondrus crispus is een klein paarsrood zeewier (tot 22 cm lang). De bladeren groeien dichotoom uit een smalle, onvertakte steel en zijn vlak en breed met afgeronde uiteinden. Dit zeewier is zeer variabel in uiterlijk, afhankelijk van de mate van blootstelling aan golven van de kust en heeft de neiging om groen te worden in fel zonlicht. Onder water kunnen de toppen van het blad iriserend zijn.

## Levenscyclus

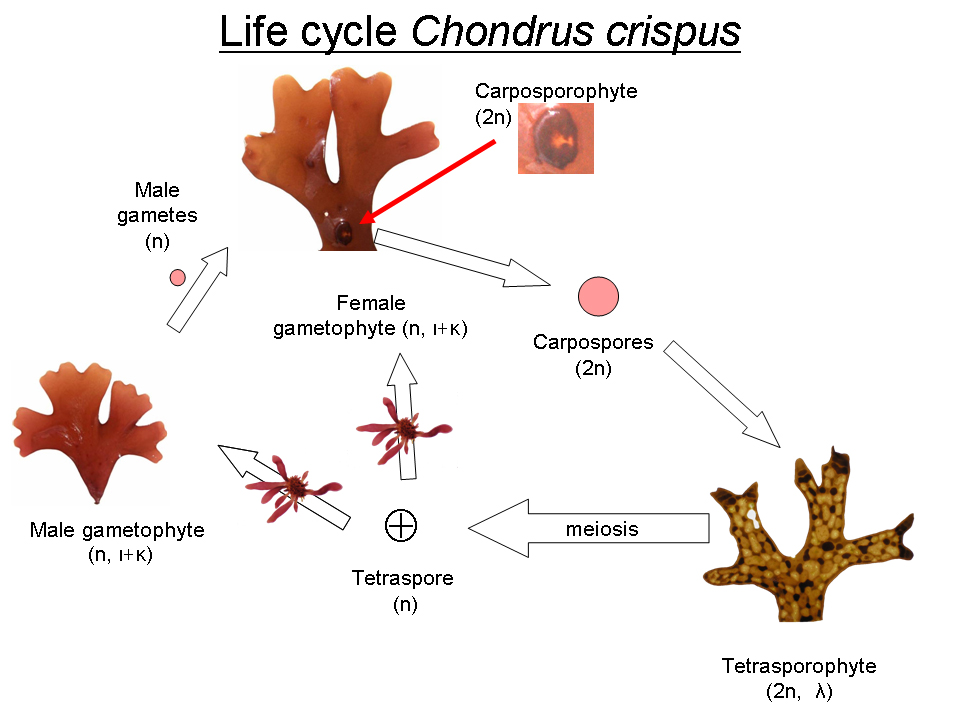
Levenscyclus van de roodwier Chondrus crispus

## Toepassing
C. crispus is een industriële bron van carrageen die gewoonlijk wordt gebruikt als verdikkingsmiddel en stabilisator in melkproducten, zoals roomijs en bewerkte voedingsmiddelen. In Europa wordt het aangeduid als E407 of E407a. Het kan ook worden gebruikt als verdikkingsmiddel bij calicodruk en het marmeren van papier, en voor het zuiveren van bier. Carrageen kan ook worden gewonnen uit tropische zeewieren van de geslachten Kappaphycus en Eucheuma.